# Mathilda Leong
Mathilda Leong (ur. ?) – lekkoatletka reprezentująca Papuę-Nową Gwineę, specjalizująca się w skoku o tyczce.

## Rekordy życiowe
- skok o tyczce – 1,85 (1998) były rekord Papui-Nowej Gwinei[1]